# The Prisoner's Story
The Prisoner's Story és una pel·lícula muda estatunidenca del gènere western de 1912. La pel·lícula va ser dirigida per Gaston Méliès, produïda per la Star Film Company i distribuïda per la General Film Company.

## Repartimennt
- Ray Gallagher: Ross Cameron
- Mildred Bracken: Grace Haywood
- Evelyn Selbie: Nell Cameron
- William Stanton: Allan Webb